# Fridtjof Schliephacke

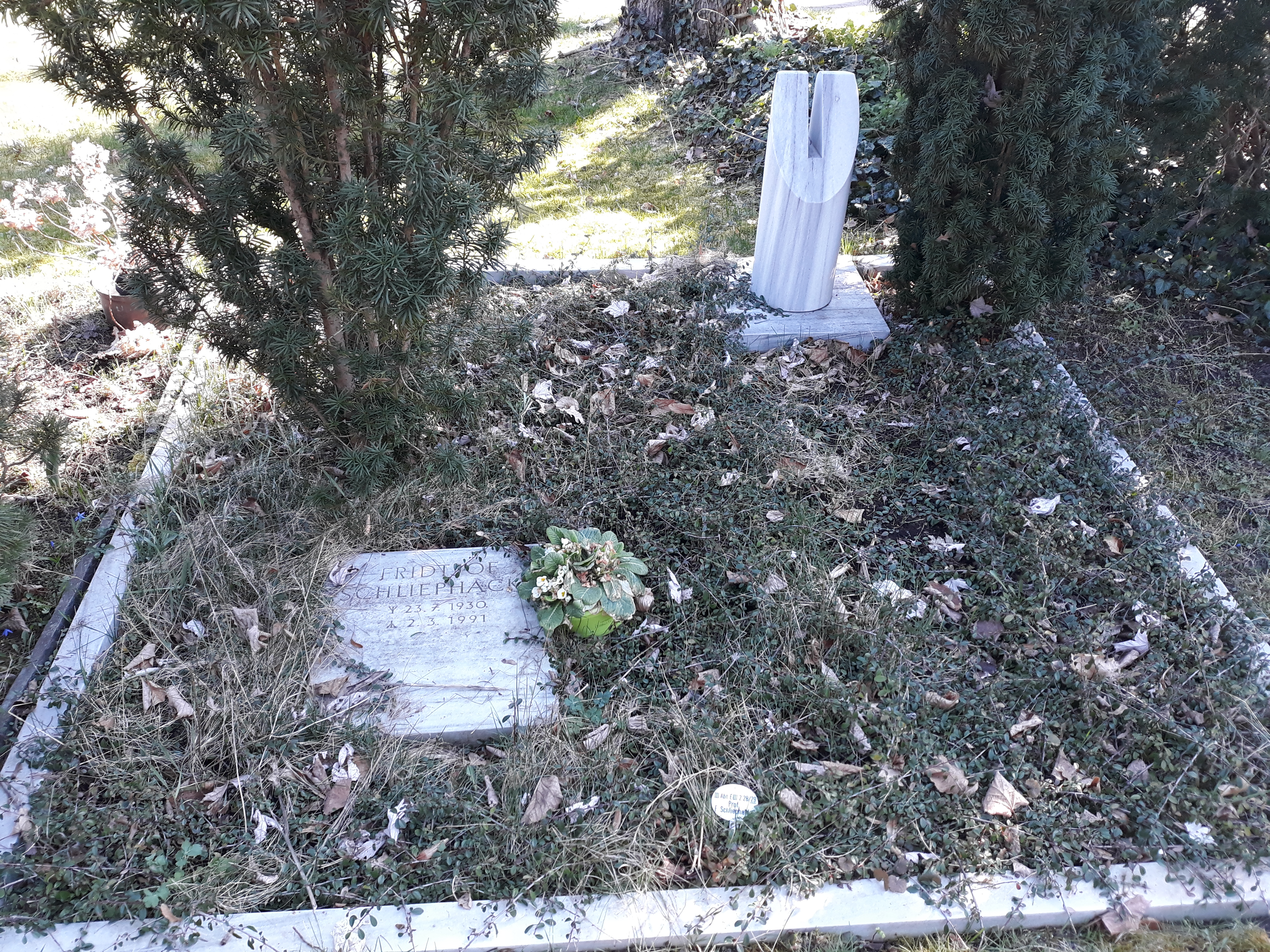
Grab von Fridtjof Schliephacke auf dem Evangelischen Luisenkirchhof III in Berlin

Fridtjof Schliephacke (* 23. Juli 1930 in Magdeburg; † 2. März 1991 in Berlin) war ein deutscher Architekt und Designer sowie Hochschullehrer an der Staatlichen Hochschule für Bildende Künste in Berlin.

## Leben
Fridtjof Schliephacke war Schüler von Eduard Ludwig und stand in engem freundschaftlichen Kontakt zu Ludwig Mies van der Rohe. 1959 wurde er durch seinen Entwurf einer aus handelsüblichen Industrieteilen bestehenden Stehleuchte bekannt, die auch „Berliner Bratpfanne“ genannt wurde.
Im Jahr 1969 entwarf er im Auftrag des damaligen Senatsbaudirektors Hans C. Müller die Berliner Straßenbrunnen zur handbetriebenen Grundwasserförderung. Neben der Bezeichnung „Schliephackebrunnen“ ist diese nach dem Leiter der Senatsstraßendirektion benannte „Rümmler-Pumpe“ im Berliner Straßenbild verbreitet.
Als Architekt war Schliephacke in den 1960er Jahren an der Planung für das Heizkraftwerk Märkisches Viertel beteiligt. Darüber hinaus entwarf er das 1970/1971 errichtete terrassierte Wohnhochhaus mit Gewerbeunterlagerung, Kleiststraße 5/6 in Berlin-Schöneberg.
Auf dem Gelände des aufgegebenen Klärwerks Marienfelde steht eine Skulptur von ihm aus dem Jahr 1974.
Seine Grabstätte befindet sich auf dem Luisenfriedhof III in Berlin-Charlottenburg.

## Werke (Auswahl)

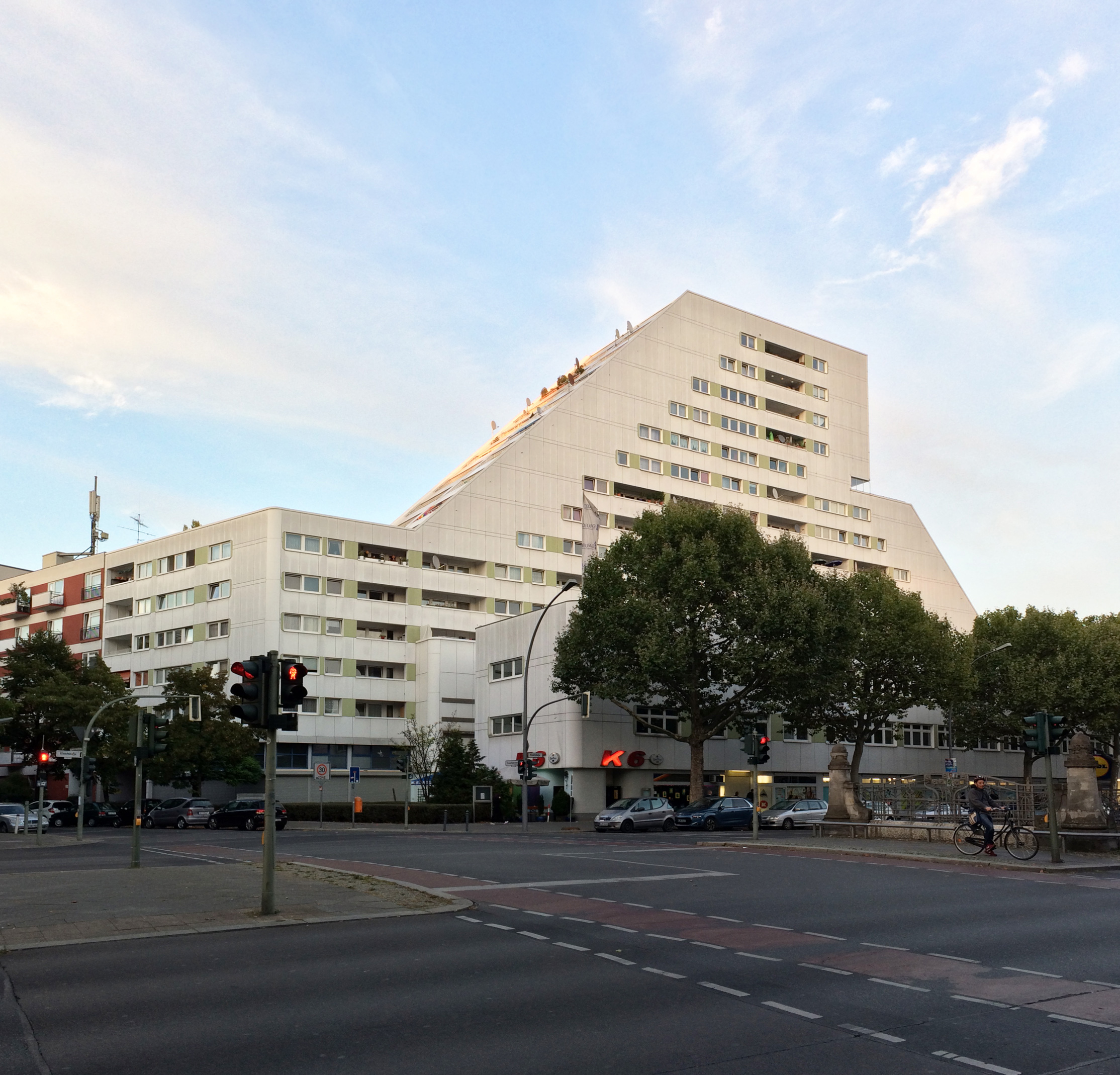
Wohn- und Geschäftshaus
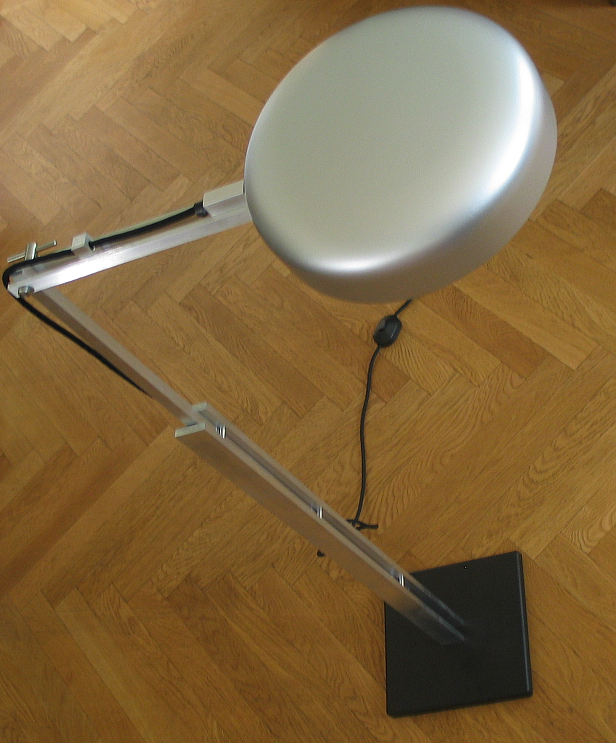
Stehleuchte
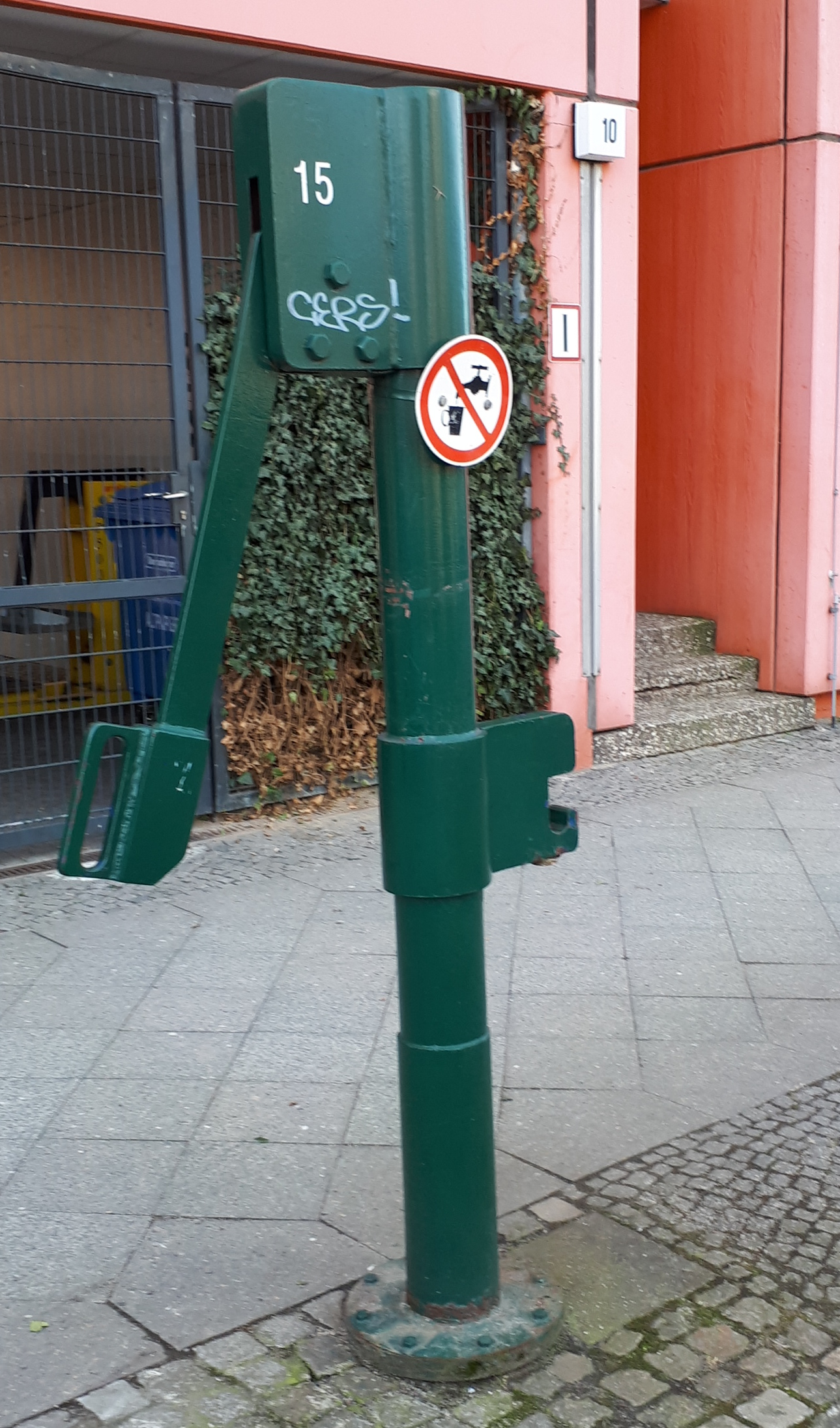
Berliner Straßenbrunnen
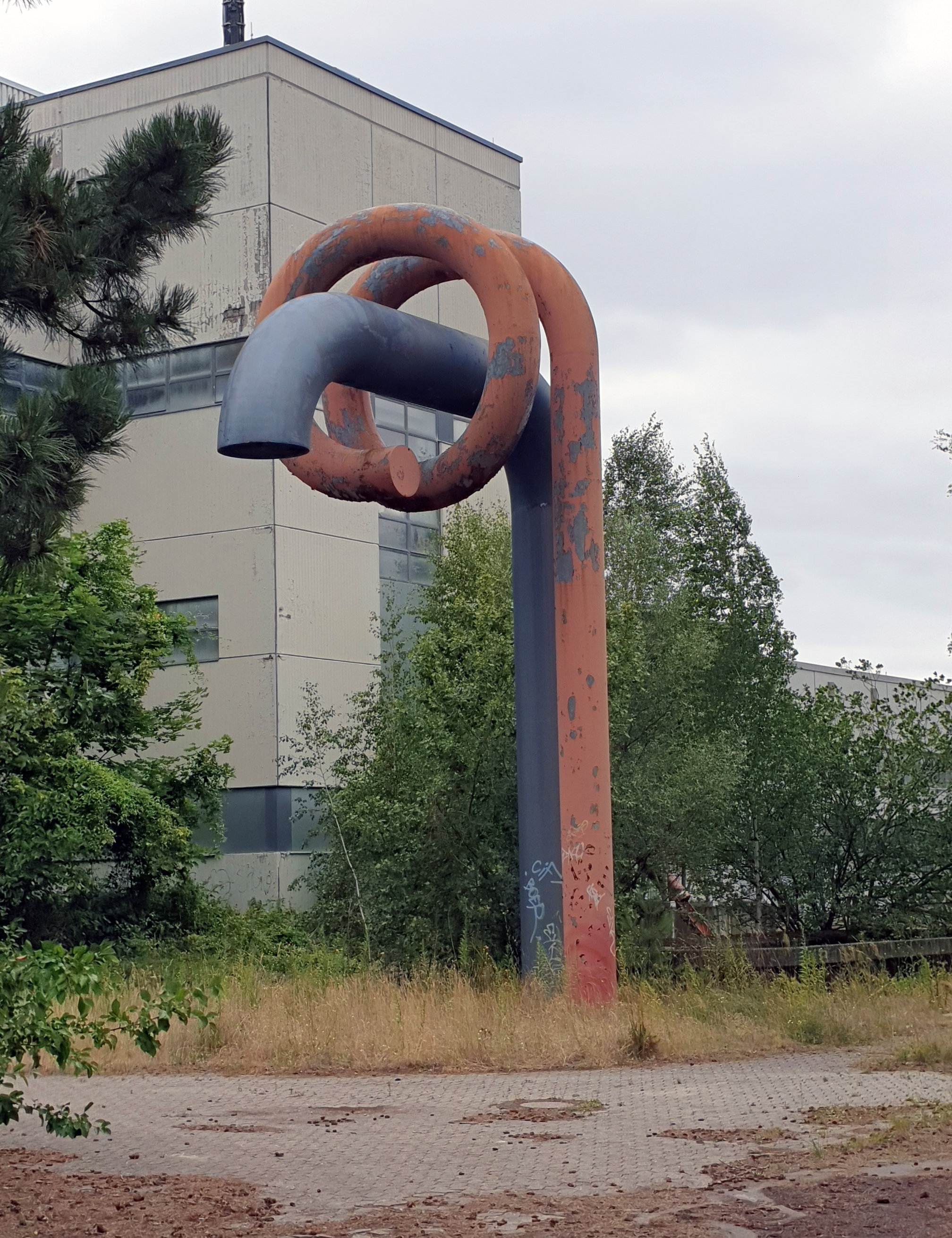
Röhrenskulptur (1974), Berlin-Marienfelde

## Exponate in Museen und Sammlungen
- 1992 – Vitra DesignSammlung, Weil am Rhein
- 1997 – Kunstgewerbemuseum, Berlin
- 2002 – Grassimuseum für Kunsthandwerk, Leipzig